# Liga Premier de Irak 2017-18
La Temporada 2017-18 de Liga Premier de Irak fue la temporada 44 desde que estableció en 1974, que inició el 20 de noviembre de 2017 y finalizó 18 de julio de 2018. Al-Zawraa ganó su 14º título, finalizando con cuatro puntos de diferencia ante los equipos Al Quwa Al Jawiya y Al- Naft.
- Datos: Q61695813